# Schrott Wetzel
Die Schrott Wetzel GmbH ist ein deutsches Unternehmen mit Sitz in Mannheim. Es wurde in den 1950er Jahren gegründet und befindet sich im Besitz der Brüder Henryk Wetzel, Klaus Wetzel und Reiner Wetzel.
Mit 185 Millionen Euro Umsatz ist Schrott Wetzel einer der größten deutschen Schrotthändler, -sammler und -verarbeiter. Pro Jahr werden ca. 1,0 Mio. Tonnen Metall bewegt (Stand 2014). Die Firma beschäftigt 185 Mitarbeiter an sieben Standorten, dem Stammsitz Mannheim sowie in Frankfurt am Main, Karlsruhe, Elstertrebnitz, Roßlau, Fredersdorf-Vogelsdorf bei Berlin und Gent (Belgien). Mediale Aufmerksamkeit erregte das Unternehmen, als ihre Abteilung Industrieabbruch das 20.000 Tonnen schwere Stahlgerüst des Palasts der Republik in Berlin abbrach, abtransportierte und zerkleinerte.

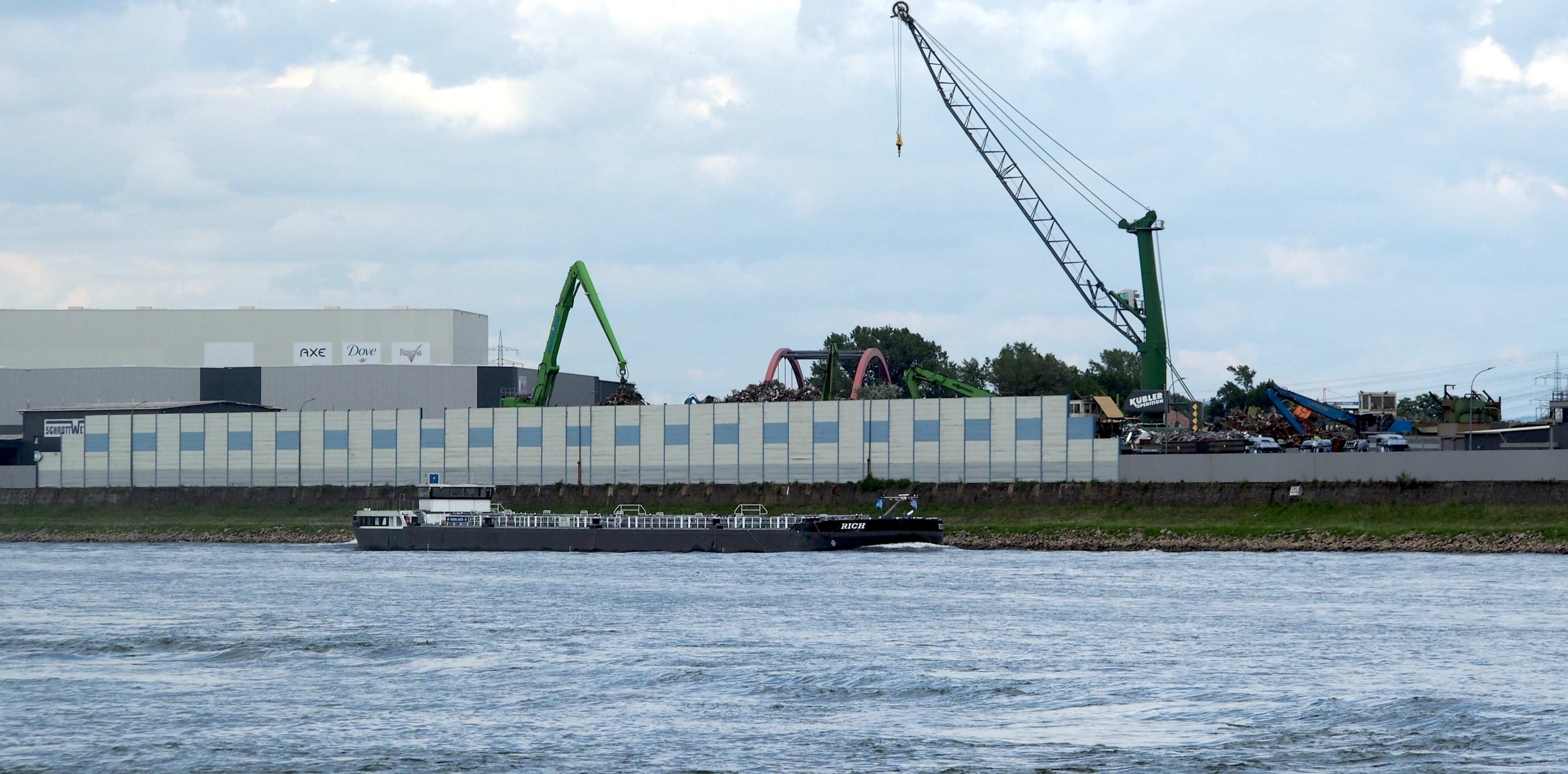
Schrott Wetzel im Mannheimer Rheinauhafen